# Exeristes longiseta
Exeristes longiseta är en stekelart som först beskrevs av Julius Theodor Christian Ratzeburg 1844.  Exeristes longiseta ingår i släktet Exeristes och familjen brokparasitsteklar. Enligt den finländska rödlistan är arten nära hotad i Finland. Arten är reproducerande i Sverige. Artens livsmiljö är skogar. Inga underarter finns listade i Catalogue of Life.